# Brzeżonko
Brzeżonko – jezioro w woj. pomorskim, w pow. wejherowskim, w gminie Szemud w sąsiedztwie jeziora Wycztok, leżące na terenie Pojezierza Kaszubskiego.
Powierzchnia zwierciadła wody wynosi 5,3 ha.